# Transport în București
Bucureștiul are cea mai mare rețea de transport în comun din România și printre cele mai mari din Europa. Acesteia i se adaugă nodurile de transport rutier, feroviar și aerian. Deși în perioada regimului comunist au existat planuri de construire a unui canal până la Dunăre, acestea nu s-au concretizat, astfel încât orașul nu beneficiază de transport pe apă, cu excepția unor curse de agrement pe lacurile din parcuri.
Articolul de mai jos prezintă în principal situația transportului la începutul secolului XXI. Pentru informații suplimentare asupra istoriei transportului în București sau pentru a afla mai multe detalii despre un anumit mod de transport vă invităm să consultați articolele principale menționate sub fiecare titlu de secțiune. 

## Transport public local
Rețeaua de transport în comun este compusă dintr-un sistem de metrou, plus trei metode de transport de suprafață: tramvaie, autobuze și troleibuze. Deși există multe puncte de corespondență, sistemul de metrou și cel de transport de suprafață sunt administrate de organizații diferite (Metrorex și TPBI, respectiv) și folosesc bilete separate, făcând transferul între ele dificil de multe ori. Exista bilete comune pentru ambele sisteme. STB asigură transportul înlocuitor temporar în cazul întreruperii circulației la metrou, precum și servicii de metrou ușor care leagă zonele încă nedeservite de metrou cu restul rețelei. Totuși, integrarea între transportul subteran și și cel de suprafață este mai redusă decât ar fi de dorit.:p. 147

### Metrou

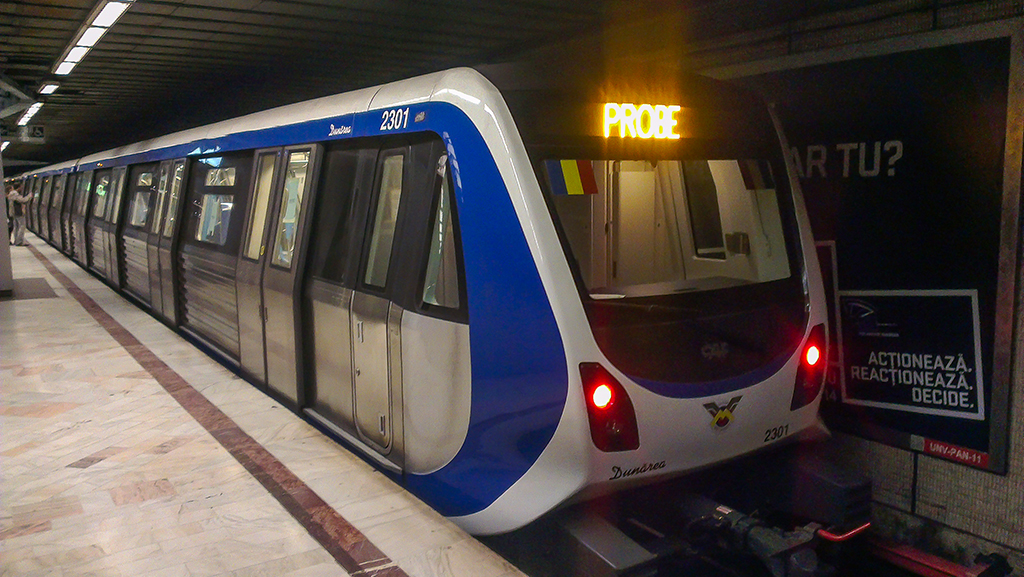
Metroul din București

Rețeaua de metrou din București este administrată de compania Metrorex și este printre cele mai folosite sisteme de transport în comun din România. A fost dat în folosință pe 19 decembrie 1979 cu deschiderea Magistralei 1 și începutul circulației între stațiile Semănătoarea și Timpuri Noi. Sistemul este complet electrificat și constă din cinci magistrale. Se află aproape în întregime la subsol, sunt două stații situate la suprafață,  Berceni. și Tudor Arghezi
Rețeaua trenurilor subterane în București este operată de compania Metrorex, fiind separată din rețeaua transporturilor de suprafață, administrată de către STB. Pentru o perioadă au existat bilete comune pentru ambele sisteme, iar STB asigură transportul înlocuitor temporar în cazul întreruperii circulației la metrou, precum și servicii de metrou ușor care leagă zonele încă nedeservite de metrou cu restul rețelei. Totuși, integrarea între transportul subteran și cel de suprafață este mai redusă decât ar fi de dorit.:p. 147
La sfârșitul anului 2021, rețeaua de transport a metroului bucureștean se întindea pe 79,36 km de cale dublă, existând cinci magistrale cu 63 de stații, iar distanța medie între două stații este de 1,5 km. În același an, rețeaua de metrou deținea doar 4% din lungimea de transport public a orașului București și circa 20% din volumul total al călătorilor. În 2014, metroul din București a transportat 173,209 milioane de pasageri, în creștere față de cei 169,78 milioane din 2013,:p. 28 cu o medie zilnică în zilele lucrătoare de 600.000-800.000 de călători.:p. 147

### Transport în comun de suprafață
Transportul de suprafață este responsabilitatea Asociației de Dezvoltare Intercomunitară pentru Transport Public București-Ilfov ( TPBI ) ce are în componență 4 operatori de transport pentru efectuarea serviciului public de transport în București și Ilfov. Aceștia sunt:
- Societatea de Transport București STB SA (include un sistem vast de autobuze, troleibuze, tramvaie și metrouri ușoare).
- Serviciul de Transport Voluntari
- STV Sa (operează un număr de 31 de linii de autobuz)
- Societatea de Transport Chitila-Mogoșoaia Ecotrans STCM (operează 4 trasee de autobuz)
- Regio Serv Transport Buftea (operează 2 trasee de autobuz).

Toți cei 4 operatori au tarifare integrată titlurile de călătorie și abonamentele emise de STB fiind valabile pe toate liniile operate de operatorii de transport menționați mai sus.
Rețeaua STB este printre cele mai dense din Europa, fiind a patra după mărime de pe continent și transportând 2,15 milioane de pasageri pe zi pe 115 linii de autobuz, 17 linii de troleibuz și 21 de linii de tramvai. Sistemul este adesea aglomerat în urma utilizării intense. La fel ca metroul, sistemul STB trece printr-o fază de reînnoire care constă în convertirea liniilor de tramvai în linii de metrou ușor și în achiziționarea de vehicule noi, mai ales autobuze.

#### Autobuze

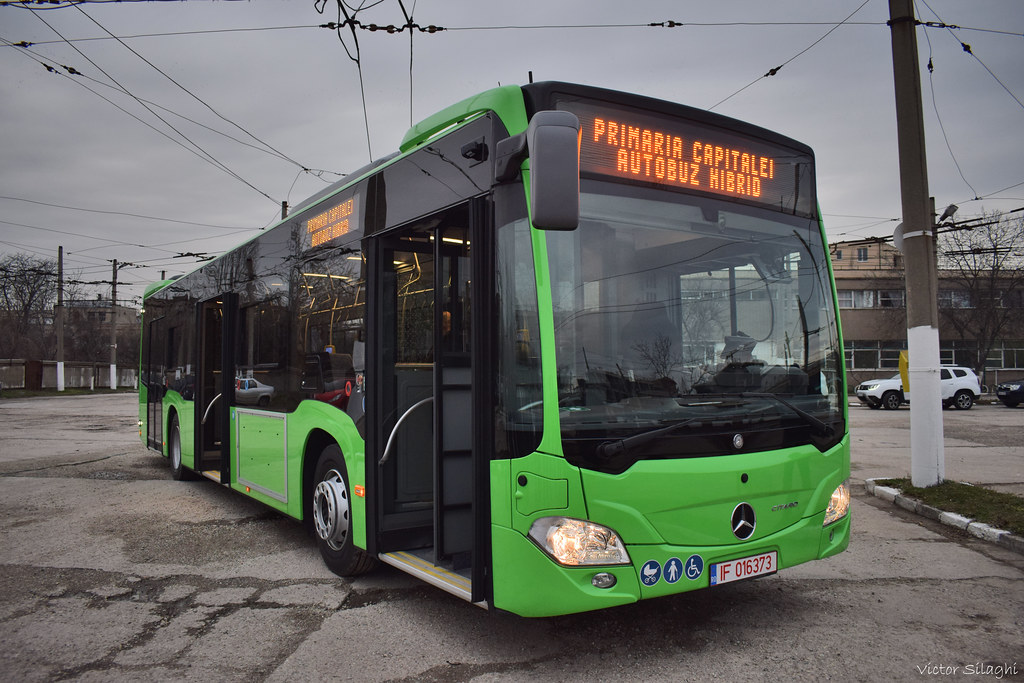
Autobuz Mercedes Citaro Hybrid în depoul Bujoreni

Sistemul de autobuze al ADTPBI este cel mai extensiv dintre toate metodele de transport în comun din București, asigurând 46% din numărul total de călătorii din 2007. Cel mai mare parc de vehicule îl are STB. Parcul de autobuze era de 1.290 bucăți la sfârșitul anului 2007, ajungând la sfârșitul lui 2008 la 1.354 autobuze, care circulau pe 116 trasee. În 2012, raportul companiei menționează un număr de 1.148 de autobuze, în scădere cu 185 față de anul anterior, datorită casării a 96 autobuze ROCAR, 67 DAF, 22 IVECO.
În martie 2024 existau în total 115 linii urbane și preorășenești pe care circulă peste 1000 de autobuze. Majoritatea liniilor de autobuz nu beneficiază de culoare de circulație rezervate și prin urmare viteza lor comercială este, mai ales în orele de vârf, foarte slabă (12 km/oră). În PMUD se prevede crearea a 50 km de benzi speciale de autobuz până în 2030, în special pe segmentele aglomerate (peste 1.000 căl./h), dar și pentru facilitarea transportului intermodal.:p. 8, 37

#### Tramvaie

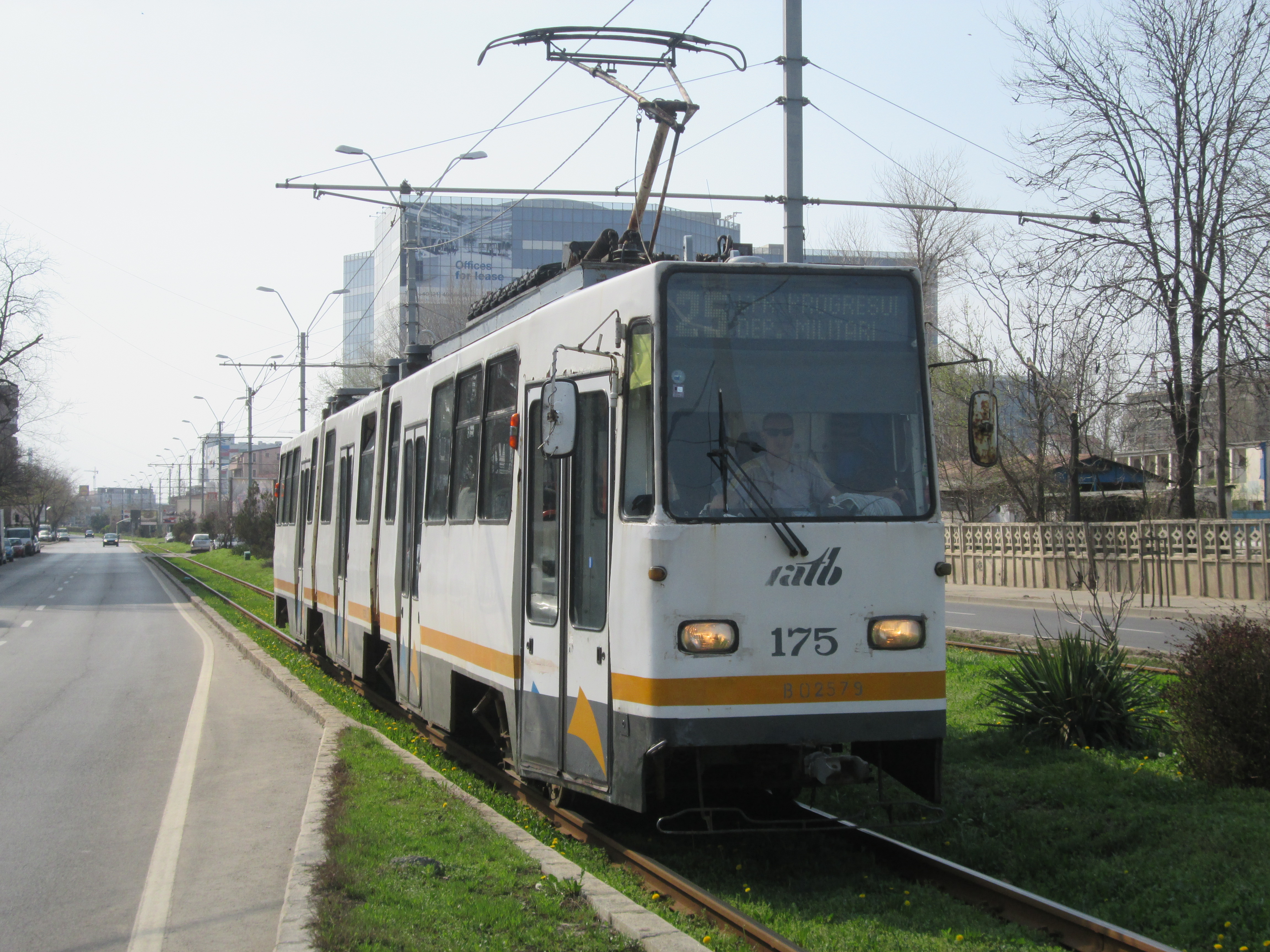
Tramvai V3A pe bulevardul Timișoara

În martie 2024, în București existau 21 de linii de tramvai în funcțiune. Parcul de tramvaie este alcătuit din tramvaie Tatra T4R, V3A-93M, V3A-CH-PPC, V3A-93, Bucur V2ST, Bucur V2AT, Bucur LF, V3A-H, V3A-2S-93, V3A-A3 (93M Faur), V3A-2010-CA, V3A-93-PPC, dar și diverse vagoane utilitare și istorice.
În anul 1998 RATB a pus bazele unui proiect ce viza modernizarea rețelei de tramvai. Cu aceasta ocazie a apărut în București și termenul „Metrou Ușor”, care se referă la o cale de rulare pentru tramvaie de tip cale ferată, complet separată de partea carosabilă pentru a evita intrarea mașinilor, permițând astfel tramvaielor să prindă viteze superioare și să facă opriri doar în stații. Pentru realizarea unui asemenea sistem nu era suficientă doar modificarea căii de rulare, fiind necesară și introducerea unor vagoane de tramvai capabile să atingă vitezele permise de infrastructură fără a pune în pericol siguranța și confortul călătorilor.
La începutul anului 2007 municipalitatea a organizat o licitație pentru achiziționarea a 100 de tramvaie noi, dar niciunul dintre ofertanți nu a îndeplinit condițiile impuse de cumpărător. Ulterior, în 2011 a fost anunțată o colaborare între URAC, Astra Vagoane Arad și Siemens pentru realizarea în comun a unor tramvaie Siemens Imperio, însă contractul a fost ulterior reziliat.

#### Troleibuze

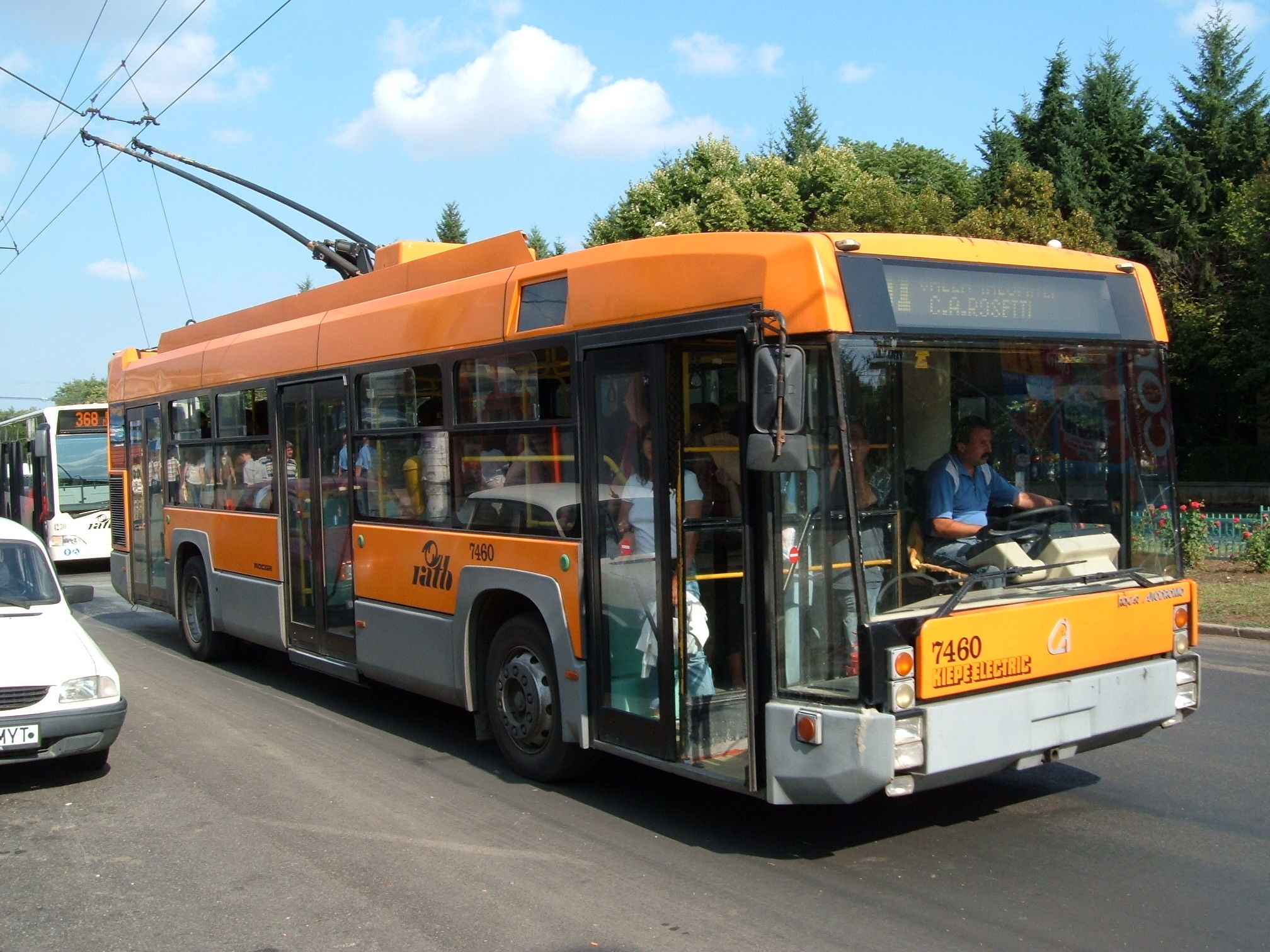
Troleibuz Rocar Autodromo 812E

În martie 2024 existau 17 linii de troleibuze deservite de patru depouri de troleibuze. La sfârșitul anului 2023, RATB avea un parc circulant de 140 de troleibuze, împărțite în trei mărci: Astra/Ikarus (model 415 T), Astra/Irisbus (model Citelis) și Solaris Trollino 12.
Există linii care fac legătura dintre est și vest, cum ar fi 69 și 90 și care trec chiar prin centru (Piața Universității, care este și cea mai veche rețea din București existentă și funcțională, care a rezistat fără a fi demontată în anii comunismului, deși axa nord-sud a fost scoasă) și nord - centru (Piața Romană) - est, linia 86. În prezent sunt 4 depouri de troleibuz în București și două rețele, cea din sud rămânând izolată, deservind local 3 linii. În anul 2008 aceasta a fost extinsă până la Piața Unirii.

## Taxi și ridesharing
Transportul în regim de taxi și ridesharing este reglementat la nivel național, ambele tipuri de transport necesitând licențe din partea primăriei. În 2024 erau active în București 5 firme de ridesharing (Uber, Bolt, BlackCab, Elec și Blue). Anterior au mai fost active și Yango și FreeNow. În 2021 existau aproximativ 7.000 de taxiuri și de 4 ori mai multe mașini afiliate platformelor de ridesharing.

## Transportul rutier
Bucureștiul este cel mai important nod de comunicații rutier din România. De la București pleacă următoarele drumuri naționale și autostrăzi :
- DN1, București - Brașov - Sibiu - Cluj Napoca - Oradea, fiind la momentul actual cel mai important drum din România;
- DN2, București - Buzău - Focșani - Bacău - Suceava
- DN3, București - Constanța
- DN4, București - Oltenița
- DN5, București - Giurgiu
- DN6, București - Alexandria - Craiova - Caransebeș - Timișoara - Cenad
- DN7, București - Titu - Pitești - Râmnicu Vâlcea - Sibiu - Deva - Arad - Nădlac și mai departe către Ungaria
- Autostrada A1, București - Pitești, drumul european continuând mai departe către Craiova, Timișoara și granița cu Serbia
- Autostrada A2 sau "Autostrada Soarelui" București - Constanța
- Autostrada A3, de la Centura București până la Ploiești

Aceste drumuri și autostrăzi fac parte din axele europene E60, E70, E81 și E85.
Alte drumuri naționale care pornesc din capitală sunt: DN1A, București - Ploiești - Vălenii de Munte - Brașov, DN71, București - Târgoviște - Sinaia.

## Transportul feroviar
Transportul feroviar din București este concentrat aproape exclusiv pentru călătorii interurbane, neexistând un sistem de trenuri urbane, cu excepția unei legături feroviare cu Aeroportul Otopeni. Pe lângă CFR Călători, servicii feroviare de călători mai sunt oferite și de companiile private Regiotrans și Softrans (spre Brașov și Constanța) și Transferoviar Grup (spre mai multe destinații, direct sau în corespondență).
Cea mai importanta gară a României dar și a Bucureștiului este Gara de Nord. Alte gări din București mai sunt: Gara Basarab, Gara Obor, Gara Băneasa, Gara Pantelimon, Gara Titan Sud. Există un proiect de folosire a centurii feroviare pentru legături între aceste gări, care a fost anunțat în 2012 și relansat în 2016.
Din București pornesc 6 din cele 8 magistrale feroviare ale CFR, respectiv:
- Magistrala CFR 300, București - Ploiești - Sinaia - Brașov - Sighișoara - Teiuș - Cluj Napoca - Oradea
- Magistrala CFR 500, București - Ploiești - Buzău - Focșani - Mărășești - Adjud - Bacău - Roman - Pașcani - Suceava - Verești
- Magistrala CFR 700, București - Făurei - Brăila - Galați
- Magistrala CFR 800, București - Ciulnița - Fetești - Medgidia - Constanța - Mangalia
- Magistrala CFR 900, București - Videle - Roșiori de Vede - Craiova - Filiași - Drobeta Turnu Severin- Caransebeș - Timișoara - Jimbolia
- Magistrala CFR 1000, București - Ploiești

Alte linii sunt 901 (București - Pitești - Slatina - Craiova), 902 (București - Giurgiu și mai departe către Bulgaria) și 801 (București - Oltenița).

## Transportul aerian

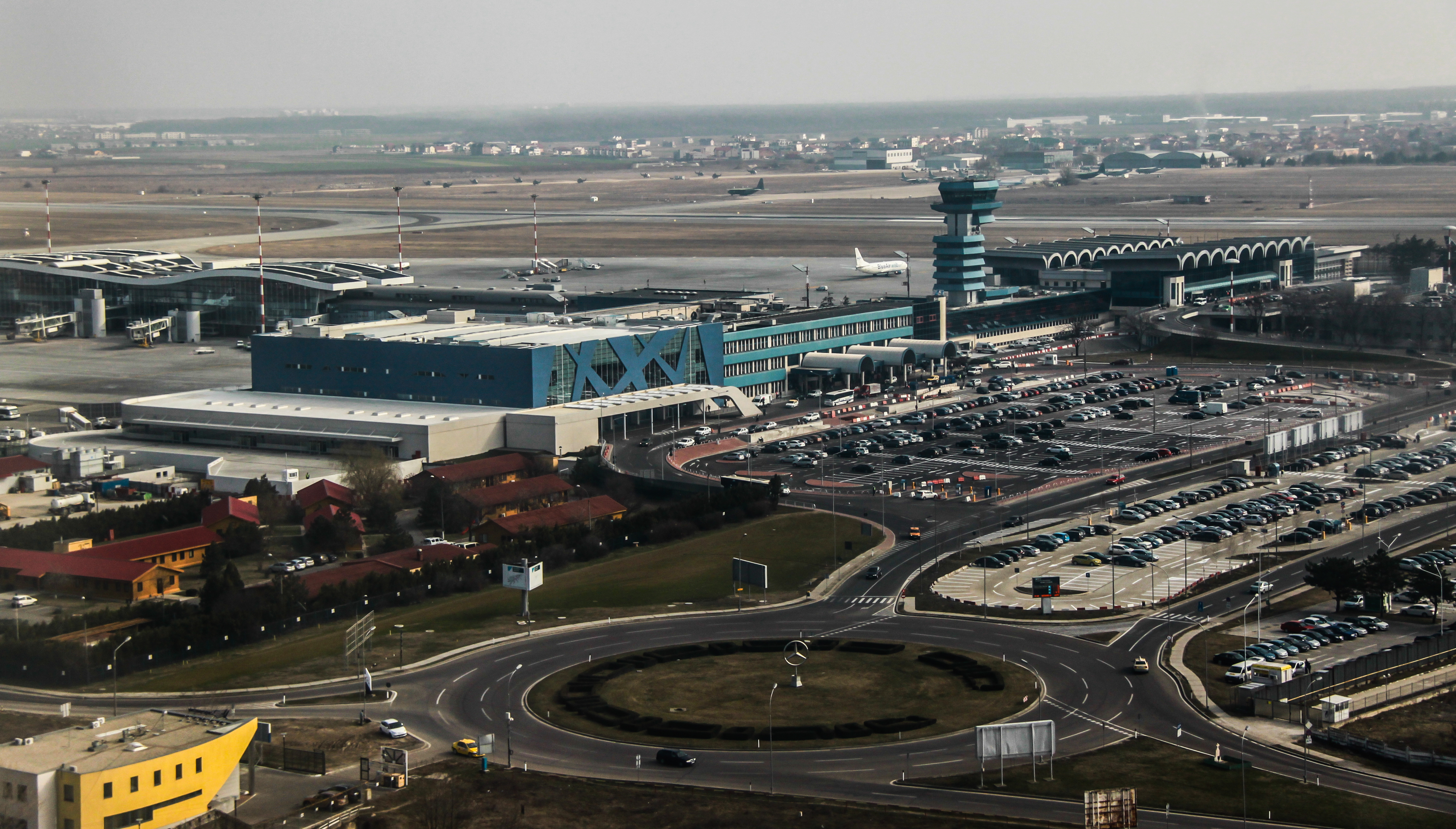
Aeroportul Otopeni în martie 2013

În București existau în 2016 două aeroporturi funcționale: Henri Coandă și Aurel Vlaicu. În apropierea orașului se află și Aerodromul Clinceni, care este însă folosit doar pentru zboruri de agrement.
Aeroportul Otopeni (Henri Coandă) este principala poartă aeriană a capitalei dar și a țări. De aici pleacă și sosesc zilnic curse către Arad, Bacău, Baia Mare, Cluj Napoca, Constanța, Iași, Satu Mare, Suceava, Târgu Mureș, Timișoara dar și spre Chișinău precum și numeroase alte aeroporturi din Europa, America de Nord, Asia și Africa. În anul 2015 Aeroportul Henri Coandă a fost folosit de 9.274.629 de pasageri, iar în 2016 traficul a depășit 10 milioane de pasageri.
Inaugurat în anul 1920, Aeroportul Băneasa (Aurel Vlaicu) a fost principalul aeroport din capitala României până la înființarea Aeroportului Internațional Otopeni în 1970. Ulterior a rămas al doilea aeroport din țară ca trafic de pasageri, însă în urma mutării curselor low-cost către Aeroportul Otopeni pe 25 martie 2012, aeroportul Aurel Vlaicu a rămas cu trafic mult redus (câteva zeci de mii de pasageri în 2015), în special avioane private.